# Колдаев, Александр Алексеевич
Александр Алексеевич Колдаев (1907, Ташкент, Ташкентский уезд, Сырдарьинская область, Туркестанский край, Российская империя — 20 апреля 1974, Ташкент, Узбекская ССР, СССР) — советский хозяйственный, государственный и партийный деятель.

## Биография
Родился в 1907 году в Ташкенте. Член КПСС с 1939 года.
С 1931 года — на хозяйственной, общественной и политической работе. В 1931—1974 гг. — заместитель заведующего отделом сельского хозяйства ЦК КП(б) Узбекистана, секретарь Самаркандского обкома КП(б) Узбекистана, секретарь, первый секретарь Ферганского обкома КП(б) Узбекистана, министр водного хозяйства Узбекской ССР, директор Среднеазиатского научно-исследовательского института механизации и электрификации орошаемого земледелия, заведующий кафедрой растениеводства Ташкентского сельскохозяйственного института.
Избирался депутатом Верховного Совета Узбекской ССР.
Умер в Ташкенте в 1974 году.